# Fiyoari
Fiyoaree är en ö i Huvadhuatollen i Maldiverna.  Den ligger i administrativa atollen Gaafu Dhaalu atoll, i den södra delen av landet, 440 km söder om huvudstaden Malé. 